# بروكياوية
البروكياوية (الاسم العلمي: Prockieae) هي قبيلة من النباتات تتبع فصيلة الصفصافية من الرتبة الملبيغيات.

## أجناس البروكياوية
- البروكية
- البانارة